# Briesen & Knauth

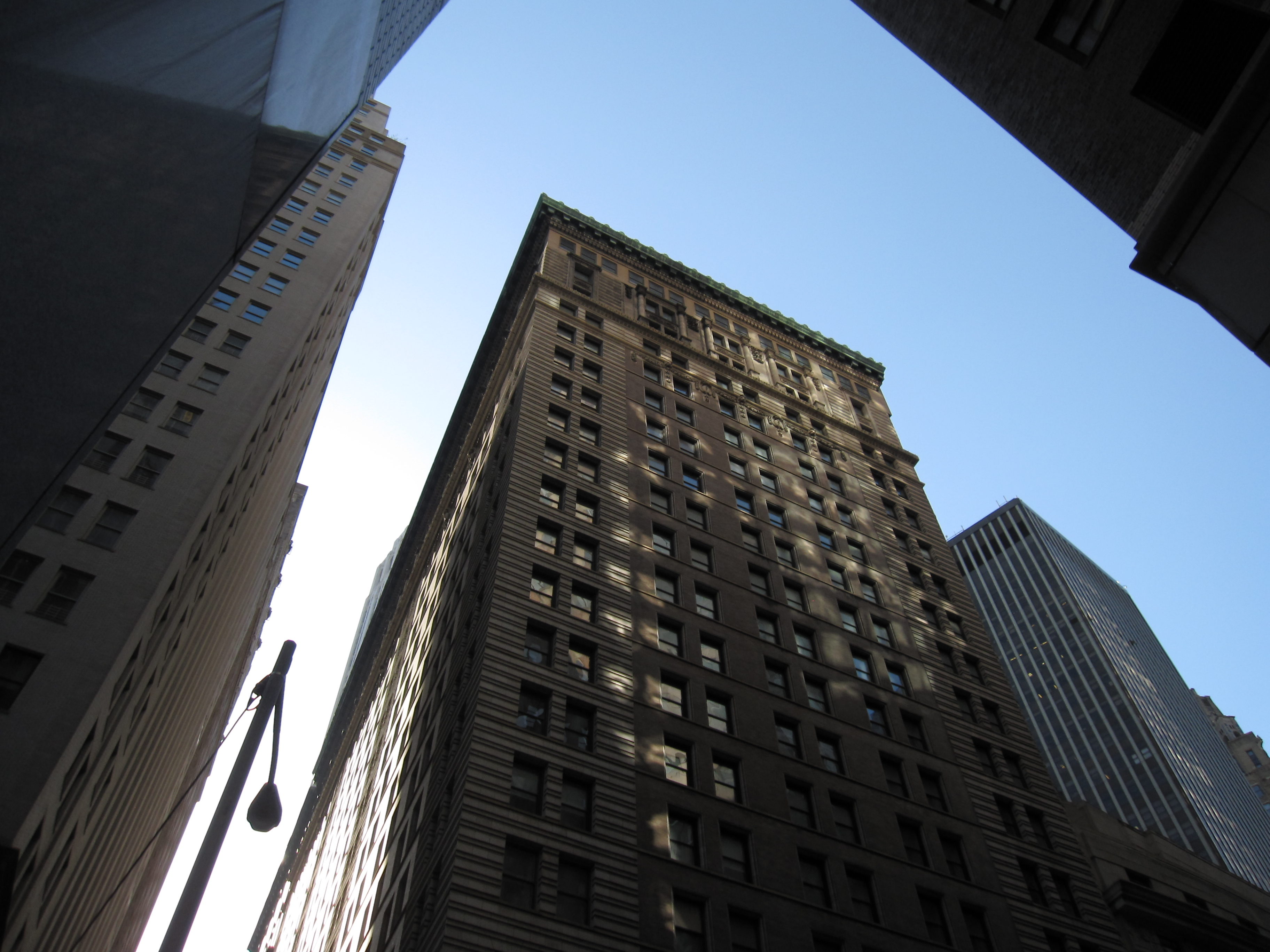
Ehemalige Büroräume der Anwaltskanzlei im Broad Exchange Building in der Broad Street 25 in New York (2010)

Briesen & Knauth war eine US-amerikanische Anwaltskanzlei in New York City, die unter diesem Namen von 1888 bis 1915 bestanden hat.
Die Kanzlei gehörte an der Wende zum 20. Jahrhundert zu den führenden Kanzleien für Patentrecht in den USA. Zu ihren Klienten zählten Albert Einstein, Maria Montessori, Hoffmann-La Roche, das Bankhaus Knauth, Nachod & Kühne und die I.G. Farben. Ihre Kanzleipartner waren bei diversen Bundesgerichten und beim U.S. Supreme Court als Rechtsanwälte zugelassen.

## Geschichte
Die Kanzlei wurde im Jahr 1881 von Arthur von Briesen als Briesen & Betts gegründet und besteht bis heute fort, wobei sie ihren Namen mehrfach wechselte.
Die Kanzlei war entscheidend durch Arthur von Briesen (1843–1920) geprägt. Der deutschstämmige Rechtsanwalt arbeitete im Laufe der Zeit mit unterschiedlichen Partnern zusammen. Von 1881 bis 1882 begann er mit Samuel R. Betts unter dem Namen Briesen & Betts. Im Anschluss ging er mit Sanford H. Steele zu Steele & Briesen zusammen. Von 1886 bis 1888 bildete er mit Antonio Knauth (1855–1915) die Kanzlei Briesen, Steele & Knauth. Nach dem Ausscheiden von Steele hieß die Kanzlei von 1888 bis 1915 Briesen & Knauth. Im Jahr 1906 stiegen von Briesens Söhne Hans von Briesen (1876–1940) und Fritz von Briesen (1874–1941) als Partner ein. Die Kanzlei war im Broad Exchange Building in der Broad Street 25 angesiedelt.
Nach dem Tod von Antonio Knauth 1915 nannte sich die Kanzlei entsprechend dem neuen Partner Otto von Schrenk (1874–1932) Briesen & Schrenk. Im Jahr 1937 wurde Karl Pohl (1895–1947) Partner und die Kanzlei änderte 1946 ihren Namen in Klein, Alexander & Pohl. Weitere Partner waren Fred A. Klein und Louis Alexander. Unter dem Partner Clifton Cooper (1895–1953) hieß die Kanzlei Klein, Alexander & Cooper, später dann mit Francis J. Sullivan, Horst von Maltitz (1905–1986) und  Walter Julius Derenberg (1903–1975) Alexander, Maltitz, Derenberg & Sullivan beziehungsweise mit Louis Kunin (1921–2010) Alexander, Maltitz, Derenberg & Kunin und Von Maltitz, Derenberg, Kunin & Janssen mit dem Partner Werner Janssen, Jr. (1924–2012).  Zuletzt hieß die Kanzlei Von Maltitz, Derenberg, Kunin, Janssen & Giordano unter Vito T. Giordano (1928–2020). Die Kanzlei ist heute spezialisiert auf Geistiges Eigentum, Markenrecht, Wettbewerbsrecht und Urheberrecht.